# Strato di Henle
Nell'anatomia umana, lo strato di Henle è una componente della guaina epiteliale interna del follicolo pilifero.

## Anatomia
Si tratta di uno dei 3 strati della guaina interna (le altre due sono lo strato di Huxley e la cuticola), le sue cellule rispetto agli altri strati vicini cheratinizzano per prime.

## Storia
Il nome lo si deve a Friedrich Gustav Jacob Henle (1809 -1885)